# Quadrastichus pteridis
Quadrastichus pteridis är en stekelart som beskrevs av Graham 1991. Quadrastichus pteridis ingår i släktet Quadrastichus och familjen finglanssteklar.
Artens utbredningsområde är:
- Österrike.
- Nederländerna.
- Sverige.

Arten är reproducerande i Sverige. Inga underarter finns listade i Catalogue of Life.